# 세종특별자치시의 행정 구역

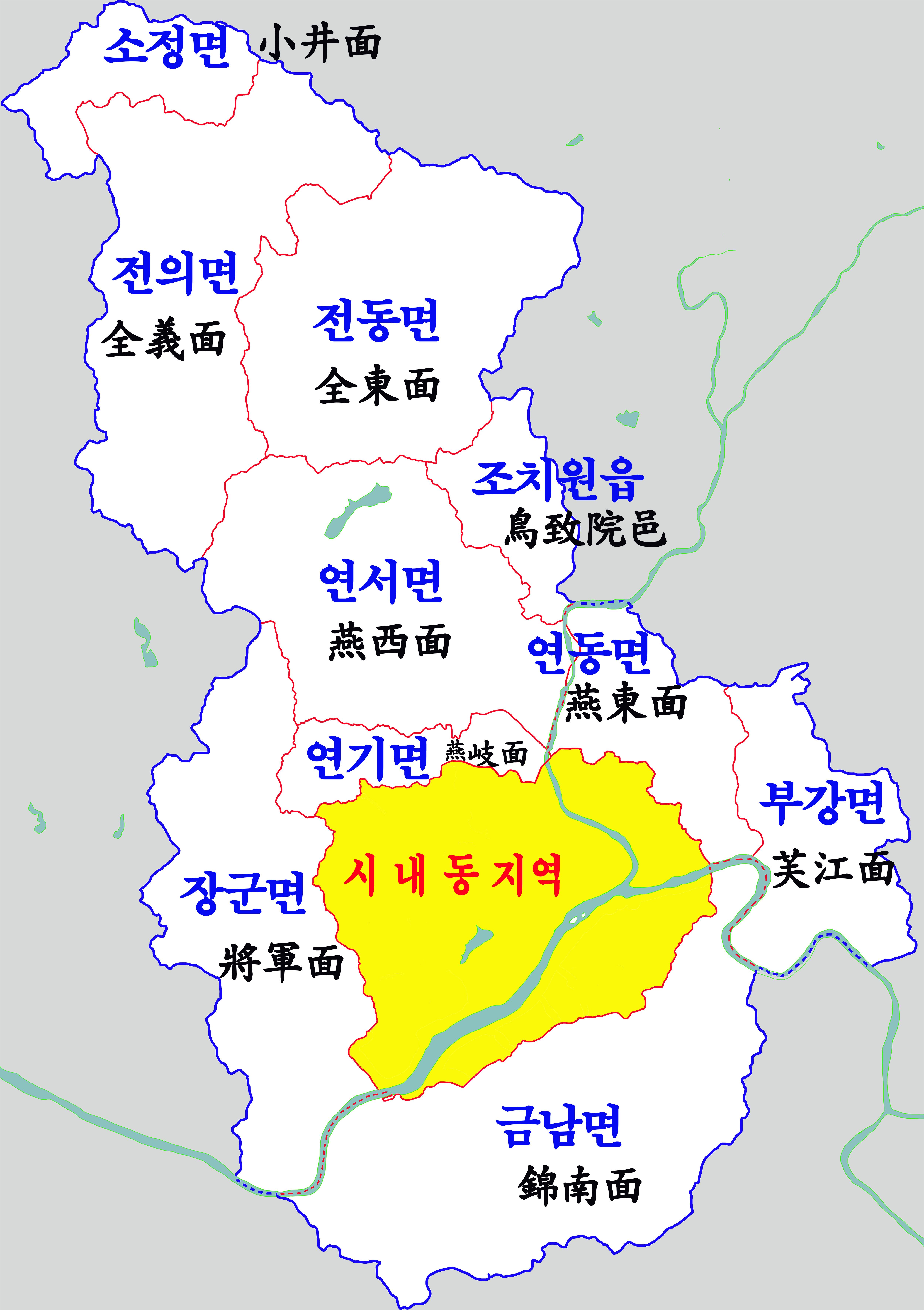
세종특별자치시 행정지도

세종특별자치시 시내동구역도

세종특별자치시의 행정 구역은 1읍, 9면, 14행정동(23개 법정동)으로 구성되어 있으며, 2018년 6월 말 주민등록 기준으로 인구는 300,332명, 117,734 가구이다.
세종특별자치시는 2012년 7월에 충청남도 연기군 전 지역, 공주시 장기면과 의당면·반포면의 일부, 충청북도 청원군 부용면을 통합해 설치되었으며, 설치 당시 장기면·의당면의 14개리는 장군면으로 통합하고, 부용면과 연기군 남면·서면·동면은 각각 부강면, 연기면·연서면·연동면으로 개칭하였다. 또, 반포면 5개리는 금남면에 편입시켰다.
행정중심복합도시의 중심지인 신도시 14개 동의 이름은 세종대왕 관련 명칭이나 순우리말, 전래 명칭을 사용해 지어졌다.

## 행정 구역

### 읍·면·동
행정 구역은 아래와 같으며, 행정 구역별 인구와 가구 수는 2024년 7월 말 주민등록 기준으로 다음과 같다.
| 읍·면·행정동   | 한자           | 면적 (km2) | 인구    | 세대    |
| -------------- | -------------- | ---------- | ------- | ------- |
| 조치원읍       | 鳥致院邑       | 13.56      | 42,154  | 20,328  |
| 연기면         | 燕岐面         | 43.93      | 2,500   | 1,451   |
| 연동면         | 燕東面         | 28.32      | 2,978   | 1,639   |
| 부강면         | 芙江面         | 27.79      | 5,755   | 3,065   |
| 금남면         | 錦南面         | 78.7       | 8,581   | 4,729   |
| 장군면         | 將軍面         | 53.23      | 7,032   | 4,110   |
| 연서면         | 燕西面         | 54.58      | 7,045   | 3,709   |
| 전의면         | 全義面         | 62.44      | 6,239   | 3,158   |
| 전동면         | 全東面         | 57.74      | 5,694   | 2,916   |
| 소정면         | 小井面         | 16.47      | 2,536   | 1,111   |
| 한솔동         | 한솔洞         | 2.75       | 18,143  | 6,324   |
| 새롬동         | 새롬洞         | 1.6        | 26,479  | 9,670   |
| 나성동         | 羅城洞         | 24.9       | 13,176  | 5,920   |
| 다정동         | 다정洞         | 1.7        | 28,312  | 10,760  |
| 도담동         | 도담洞         | 4,72       | 24,976  | 10,189  |
| 어진동         | 어진洞         | 2.65       | 11,278  | 5,297   |
| 해밀동         | 해밀洞         | 8.42       | 16,612  | 6,281   |
| 아름동         | 아름洞         | 2.19       | 23,383  | 7.923   |
| 종촌동         | 宗村洞         | 1.15       | 27,879  | 10.719  |
| 고운동         | 고운洞         | 5.35       | 35,964  | 12,778  |
| 보람동         | 보람洞         | 1.33       | 18,924  | 6,934   |
| 대평동         | 大坪洞         | 4.383      | 11,293  | 4,393   |
| 소담동         | 소담洞         | 1.17       | 21,772  | 8,386   |
| 반곡동         | 盤谷洞         | 3.2        | 28,923  | 12,080  |
| 세종특별자치시 | 世宗特別自治市 | 465        | 300,332 | 117,734 |

### 법정동·리
| 읍·면    | 법정동·리 |
| -------- | --- |
| 한솔동   | 한솔동(한솔洞), 가람동(가람洞) |
| 새롬동   | 새롬동(새롬洞) |
| 나성동   | 나성동(羅城洞), 세종동(世宗洞) |
| 다정동   | 다정동(다정洞) |
| 도담동   | 도담동(도담洞) |
| 어진동   | 어진동(어진洞) |
| 해밀동   | 해밀동(해밀洞), 산울동(산울洞), 누리동(누리洞), 한별동(한별洞) |
| 아름동   | 아름동(아름洞) |
| 종촌동   | 종촌동(宗村洞) |
| 고운동   | 고운동(고운洞) |
| 보람동   | 보람동(보람洞) |
| 대평동   | 대평동(大平洞) |
| 소담동   | 소담동(소담洞) |
| 반곡동   | 반곡동(盤谷洞), 집현동(集賢洞), 합강동(合江洞), 다솜동(다솜洞), 용호동(龍湖洞) |
| 조치원읍 | 원리(元里), 상리(上里), 평리(平里), 교리(校里), 정리(貞里), 명리(明里), 남리(南里), 침산리(砧山里), 신흥리(新興里), 죽림리(竹林里), 번암리(磻岩里), 신안리(新安里), 봉산리(鳳山里), 서창리(瑞倉里) |
| 연기면   | 연기리(燕岐里), 보통리(洑通里), 눌왕리(訥旺里), 수산리(水山里) |
| 금남면   | 용포리(龍浦里), 발산리(鉢山里), 감성리(柑城里), 두만리(斗滿里), 용담리(龍潭里), 축산리(丑山里), 금천리(金川里), 영치리(永峙里), 남곡리(南谷里), 황용리(黃龍里), 영대리(永垈里), 달전리(達田里), 박산리(朴山里), 대박리(大朴里), 부용리(芙蓉里), 장재리(長在里), 호탄리(壺灘里), 신촌리(新村里), 도암리(道岩里), 성덕리(聖德里), 영곡리(靈谷里), 성강리(聖岡里), 봉암리(鳳岩里), 국곡리(菊谷里), 원봉리(元峰里), 도남리(道南里) |
| 장군면   | 도계리(道溪里), 평기리(坪基里), 대교리(大橋里), 봉안리(鳳安里), 금암리(錦岩里), 하봉리(下鳳里), 은용리(隱龍里), 산학리(山鶴里), 송문리(松文里), 송정리(松亭里), 송학리(松鶴里), 용현리(龍峴里), 용암리(龍岩里), 태산리(台山里) |
| 부강면   | 부강리(芙江里), 행산리(杏山里), 산수리(山水里), 갈산리(葛山里), 문곡리(文谷里), 등곡리(登谷里), 노호리(盧湖里), 금호리(黔湖里) |
| 연서면   | 월하리(月河里), 쌍전리(雙錢里), 성제리(性齊里), 고복리(高福里), 용암리(龍岩里), 쌍류리(雙流里), 청라리(靑羅里), 기룡리(起龍里), 신대리(新垈里), 국촌리(菊村里), 와촌리(瓦村里), 부동리(釜洞里), 봉암리(鳳岩里) |
| 연동면   | 내판리(內板里), 문주리(文舟里), 명학리(鳴鶴里), 응암리(鷹岩里), 노송리(老松里), 예양리(禮養里), 송용리(松龍里), 합강리(合江里) |
| 전의면   | 읍내리(邑內里), 동교리(東校里), 서정리(西井里), 원성리(元省里), 신흥리(新興里), 유천리(柳川里), 관정리(觀亭里), 신정리(新井里), 노곡리(老谷里), 신방리(莘芳里), 영당리(靈堂里), 양곡리(陽谷里), 달전리(達田里), 금사리(金沙里), 다방리(多方里) |
| 전동면   | 노장리(蘆長里), 봉대리(鳳臺里), 청송리(靑松里), 석곡리(石谷里), 보덕리(寶德里), 송곡리(松谷里), 송정리(松亭里), 청람리(靑藍里), 미곡리(美谷里), 송성리(松城里), 심중리(深中里) |
| 소정면   | 소정리(小井里), 운당리(雲堂里), 대곡리(大谷里), 고등리(高登里) |

## 연혁
- 2012년 7월 1일: 세종특별자치시가 출범하면서 행정 구역이 다음과 같이 조정되었다. 동들을 관할하는 행정동으로 한솔동이 설치되었다. (1읍 9면 1행정동)

| 구 행정 구역               | 구 행정 구역 | 신 행정 구역                        | 신 행정 구역 |
| 읍·면                      | 리 | 읍·면·동                            | 동·리 |
| -------------------------- | --- | ----------------------------------- | --- |
| 연기군 조치원읍 (鳥致院邑) | 원리, 상리, 평리, 교리, 정리, 명리, 남리, 침산리, 신흥리, 죽림리, 번암리, 신안리, 봉산리, 서창리                                                                                      | 조치원읍 (鳥致院邑)                 | 원리, 상리, 평리, 교리, 정리, 명리, 남리, 침산리, 신흥리, 죽림리, 번암리, 신안리, 봉산리, 서창리                                                                       |
| 연기군 남면 (南面)         | 연기리, 보통리, 눌왕리, 수산리 | 연기면 (燕岐面)                     | 연기리·한별리, 보통리, 눌왕리, 수산리 |
| 연기군 남면 (南面)         | 갈운리 | 연기면 (燕岐面)                     | 산울리·해밀리 |
| 연기군 남면 (南面)         | 월산리·양화리·진의리·송담리 | 연기면 (燕岐面)                     | 세종리·누리리 |
| 연기군 남면 (南面)         | 고정리 | 고운동 일부·아름동                  | 고운동 일부·아름동 |
| 연기군 남면 (南面)         | 종촌리 | 종촌동 일부·어진동                  | 종촌동 일부·어진동 |
| 연기군 남면 (南面)         | 방축리 | 도담동                              | 도담동 |
| 연기군 남면 (南面)         | 나성리·송원리 | 가람동·한솔동·나성동·새롬동 일부    | 가람동·한솔동·나성동·새롬동 일부 |
| 공주시 장기면 (長岐面)     | 제천리 | 다정동 일부·종촌동 일부·고운동 일부 | 다정동 일부·종촌동 일부·고운동 일부 |
| 공주시 장기면 (長岐面)     | 당암리 | 새롬동 일부·다정동 일부             | 새롬동 일부·다정동 일부 |
| 공주시 장기면 (長岐面)     | 도계리, 평기리, 대교리, 봉안리, 금암리, 하봉리, 은용리, 산학리, 송문리 | 장군면 (將軍面)                     | 도계리, 평기리, 대교리, 봉안리, 금암리, 하봉리, 은용리, 산학리, 송문리                                                                                                 |
| 공주시 의당면 (儀堂面)     | 송정리, 송학리, 용현리, 용암리, 태산리 | 장군면 (將軍面)                     | 송정리, 송학리, 용현리, 용암리, 태산리 |
| 연기군 동면 (東面)         | 내판리, 문주리, 명학리, 응암리, 노송리, 예양리, 송용리, 합강리, 용호리 | 연동면 (燕東面)                     | 내판리, 문주리, 명학리, 응암리, 노송리, 예양리, 송용리, 합강리, 다솜리·용호리                                                                                          |
| 청원군 부용면 (芙蓉面)     | 부강리, 행산리, 산수리, 갈산리, 문곡리, 등곡리, 노호리, 금호리 | 부강면 (芙江面)                     | 부강리, 행산리, 산수리, 갈산리, 문곡리, 등곡리, 노호리, 금호리 |
| 공주시 반포면 (反浦面)     | 성강리, 봉암리, 국곡리, 원봉리, 도남리 | 금남면 (錦南面)                     | 성강리, 봉암리, 국곡리, 원봉리, 도남리 |
| 연기군 금남면 (錦南面)     | 용포리, 발산리, 감성리, 두만리, 용담리, 축산리, 금천리, 영치리, 남곡리, 황용리, 영대리, 달전리, 박산리, 대박리, 부용리, 장재리 일부, 호탄리 일부, 신촌리 일부, 도암리, 성덕리, 영곡리 | 금남면 (錦南面)                     | 용포리, 발산리, 감성리, 두만리, 용담리, 축산리, 금천리, 영치리, 남곡리, 황용리, 영대리, 달전리, 박산리, 대박리, 부용리, 장재리, 호탄리, 신촌리, 도암리, 성덕리, 영곡리 |
| 연기군 금남면 (錦南面)     | 봉기리·석교리 | 금남면 (錦南面)                     | 집현리 |
| 연기군 금남면 (錦南面)     | 반곡리·석삼리·장재리 일부 | 반곡동·소담동                       | 반곡동·소담동 |
| 연기군 금남면 (錦南面)     | 호탄리 일부·신촌리 일부·대평리 | 보람동·대평동                       | 보람동·대평동 |
| 연기군 서면 (西面)         | 고복리, 부동리, 국촌리, 봉암리, 성제리, 쌍류리, 신대리, 청라리, 와촌리, 기룡리, 월하리, 쌍전리, 용암리                                                                                | 연서면 (燕西面)                     | 고복리, 부동리, 국촌리, 봉암리, 성제리, 쌍류리, 신대리, 청라리, 와촌리, 기룡리, 월하리, 쌍전리, 용암리                                                                 |
| 연기군 전의면 (全義面)     | 읍내리, 동교리, 영당리, 서정리, 원성리, 신흥리, 유천리, 관정리, 양곡리 | 전의면 (全義面)                     | 관정리, 금사리, 노곡리, 다방리, 달전리, 동교리, 서정리, 신방리, 신정리, 신흥리, 양곡리, 영당리, 원성리, 유천리, 읍내리                                                 |
| 연기군 전동면 (全東面)     | 노장리, 미곡리, 송성리, 청송리, 청람리, 심중리, 보덕리, 송곡리 | 전동면 (全東面)                     | 노장리, 봉대리, 청송리, 석곡리, 보덕리, 송곡리, 송정리, 청람리, 미곡리, 송성리, 심중리                                                                                 |
| 연기군 소정면 (小井面)     | 소정리, 대곡리, 운당리, 고등리 | 소정면 (小井面)                     | 소정리, 대곡리, 운당리, 고등리 |

- 2014년 2월 10일: 한솔동에서 도담동이 분동. 고운동, 아름동, 종촌동, 도담동, 어진동 등 5개 법정동이 도담동에 속함.[3] (1읍 9면 2행정동)
- 2015년 1월 26일: 도담동에서 아름동이 분동. 고운동, 아름동, 종촌동 등 3개 동이 아름동에 속함.[4] (1읍 9면 3행정동)
- 2016년 4월 18일: 아름동에서 법정동 종촌동이 분리되어 행정동 및 법정동인 종촌동 신설.[5] (1읍 9면 4행정동)
- 2017년 2월 20일: 아름동에서 법정동 고운동이 분리되어 행정동 및 법정동인 고운동이 신설되었다. (1읍 9면 5행정동)
- 2017년 2월 27일: 금강 남부의 법정동 보람동, 대평동, 소담동, 반곡동이 행정동 보람동으로 신설되었다. (1읍 9면 6행정동)
- 2017년 10월 16일: 법정동 나성동, 새롬동, 다정동이 행정동 새롬동으로 신설되었다. (1읍 9면 7행정동)
- 2018년 7월 16일: 보람동에서 법정동 대평동이 분리되어 행정동 및 법정동인 대평동이 신설되었다. (1읍 9면 8행정동)
- 2018년 7월 23일: 보람동에서 법정동 반곡동 및 소담동이 분리되어 행정동 소담동으로 신설되었다. (1읍 9면 9행정동)
- 2020년 7월 15일: 연동면 합강리 일부, 금남면 집현리가 소담동으로, 연기면 산울리, 해밀리가 도담동으로 편입되었다.
- 2020년 8월 14일: 새롬동에서 법정동 다정동이 분리되어 행정동 및 법정동인 다정동으로 신설되었다. (1읍 9면 10행정동)
- 2021년 9월 28일: 도담동에서 법정동 산울동 및 해밀동이 분리되어 행정동 해밀동으로 신설되었다. (1읍 9면 11행정동)
- 2021년 10월 26일: 소담동에서 반곡동이 분동. 반곡동, 집현동, 합강동 등 3개 동이 반곡동에 속함. (1읍 9면 12행정동)
- 2022년 7월 1일: 행정중심복합도시 잔여 예정지역이 모두 리에서 동으로 전환되었다. 연기면 세종리가 새롬동으로, 연기면 누리리, 한별리가 해밀동으로, 연동면 다솜리, 용호리가 반곡동으로 각각 편입되었다.[6]
- 2023년 3월 30일: 새롬동에서 법정동 나성동과 세종동이 분리되어 행정동 나성동으로 신설되었다. (1읍 9면 13행정동)
- 2023년 4월 13일: 도담동에서 법정동 어진동이 분리되어 행정동 어진동으로 신설되었다. (1읍 9면 14행정동)